# عادل نژاد سلیم
عادل نژاد سلیم مدیر اجرایی ایرانی است، که بعنوان مدیر عامل شرکت صنایع پتروشیمی خلیج فارس، فعالیت نموده است. این شرکت یکی از بزرگترین تولیدکنندگان محصولات پتروشیمی در خاورمیانه به‌شمار می‌آید.
نژادسلیم دانش‌آموخته مهندسی شیمی از دانشگاه صنعت نفت است، که فعالیت در صنعت نفت را از سال ۱۳۵۹ آغاز کرد. وی در فاصله سال‌های ١٣٨٧ تا ۱۳۸۸ مدیرعامل شرکت ملی صنایع پتروشیمی ایران و معاون وزیر نفت بود. وی پیش‌تر مدیرعاملی شرکت پتروشیمی بندرامام را برعهده داشت.